# Rio Tinhela
O Rio Tinhela, no qual desaguam a noroeste a ribeira de Curros e a sudoeste a Ribeira de Noura, é um afluente do Rio Tua, no norte de Portugal. De águas cristalinas e matas ribeirinhas viçosas, o Tinhelas banha os municípios de Murça e Vila Pouca de Aguiar.

## Pontes no Tinhela
Na margem direita, o Tua recebe um importante tributário, o rio Tinhela que nasce em terras de Jales. No Tinhela podemos ver uma Ponte romana junto às Caldas de Carlão (sítio 3095), próximo da junção com o Tua. Actualmente está coberta com um tabuleiro asfaltado que alarga a estrada que serve.
Subindo o Tinhela para montante encontra-se a esbelta Ponte Velha de Murça, de origem romana (sítio 956), a Ponte da Rocha, com o seu tabuleiro em madeira desgastada apoiado em arranques antigos e localizada abaixo de Reboredo de Jales, e a ponte da Fonte da Ribeira.
No regato do Souto, antes de se tornar a ribeira do Carvalhal, um afluente do Tinhela, temos a Ponte do Magusteiro (sítio 20545), a sudoeste de Pegarinhos.
Noutro afluente do Tinhela, a ribeira de Noura, podemos ver a Ponte do pontão, entre as povoações de Sobredo e Noura.

## Trilho dos Passadiços do Tinhela
Os passadiços em madeira, foram os primeiros no município, estão integrados na paisagem e garantem respeito pela galeria ripícola de um dos rios mais bem preservados da Europa. As estruturas foram implementadas na descida e na margem direita do rio, criando pequenos pontos de observação que permitem ter uma vista paranómica da paisagem e seguir, lado a lado, pela margem do Tinhela.

## Microrreserva do Rio Tinhela
Com uma área de 57,47 hectares, a Microrreserva do Rio Tinhela desenvolve-se no magnífico vale deste rio, cujo perfil profundo contribui para a sua beleza e cria uma notável diversidade de habitats. As encostas voltadas a norte, na margem direita do rio, são sombrias e frescas, o que se espelha na vegetação, profundamente diversa da que se encontra na margem esquerda, voltada a sul. Nele se encontram 23 espécies raras ou endémicas de musgos e líquenes!

## Caldas de Carlão
Na freguesia de Candedo, as Caldas de Carlão situam-se na margem esquerda do Rio Tinhela, a 1 km da confluência com o rio Tua. Têm como indicação terapêutica o tratamento de doenças de pele, doenças reumáticas e músculo-esqueléticas, doenças das vias respiratórias e doenças do aparelho digestivo.